# Профбюро
Профбюро  — колегіальний орган, який обирається для виконання певної, головним чином керівної, роботи в профспілці.
В студентській профспілці — структурний елемент профспілки, добровільна організація студентів, головна мета якої спрямована на створення умов для самореалізації молодих людей та захисту їхніх прав.
До основних повноважень профбюро належать:
- Контроль за нарахуванням стипендій студентам
- Організація комфортних умов під час поселення студентів у гуртожитки
- Організація харчування в студентських їдальнях та буфетах
- Сприяння в улагодженні проблем та конфліктів, які виникають у студентів в ході навчального процесу